# Sven Koller
Sven Koller (* 4. Mai 1986 in München) ist ein deutscher Schauspieler.
Sven Koller war bereits in einigen Fernsehserien und Filmen zu sehen. Außerdem spielte er in dem Kinofilm Die Apothekerin mit. Von 2008 bis 2010 spielte in der  ARD-Soap Verbotene Liebe die Rolle des David Brandner. Sven Koller ist auch als Synchronsprecher tätig.

## Filmografie (Auswahl)
- 1996: Jenseits der Stille
- 1996: Die Unzertrennlichen
- 1997: Die Apothekerin (Kinofilm)
- 1997: Die Bichelmeiers
- 1998: Vorsicht Falle
- 1998: Freiflug
- 1999: Tödliche Schatten
- 1999: Siska – Folge 12: Der Zeuge
- 1999: Menschenjagd
- 1999: Vorsicht Falle
- 2000: Dr. Stefan Frank
- 2000: Ein Zwilling zu viel
- 2001: Marienhof
- 2001: Train Angel
- 2001: SOKO 5113
- 2002: Talks
- 2002: Tatort
- 2003: Für alle Fälle Stefanie
- 2003: Die Fallers
- 2003: Schulmädchen
- 2004: Polizeiruf 110 – Vater Unser
- 2004: Siska
- 2005: Marienhof
- 2006: Die Rosenheim-Cops – Auf Eis gelegt
- 2008–2010: Verbotene Liebe